# Abrornis
Abrornis är ett fågelsläkte i familjen lövsångare inom ordningen tättingar. Släktet inkluderas oftast i Phylloscopus. Det omfattar numera vanligtvis tio arter som häckar i norra Asien söderut till Himalaya:
- Rhododendronsångare (A. pulcher)
- Gråbröstad sångare (A. maculipennis)
- Tajgasångare (A. inornatus)
- Bergtajgasångare (A. humei)
- Kinesisk sångare (A. yunnanensis)
- Afghansångare (A. subviridis)
- Himalayasångare (A. chloronotus)
- Sichuansångare (A. forresti)
- Gansusångare (A. kansuensis)
- Kungsfågelsångare (A. proregulus)